# Tom Fraser
Thomas Fraser (ur. 18 lutego 1911, zm. 21 listopada 1988), brytyjski polityk, członek Partii Pracy, minister w pierwszym rządzie Harolda Wilsona.
Od 1943 r. zasiadał w Izbie Gmin jako reprezentant okręgu Hamilton. W latach 1945–1951 był podsekretarzem stanu w ministerstwie ds. Szkocji. Po wyborczym zwycięstwie Partii Pracy w 1964 r. został członkiem gabinetu jako minister transportu. Został również członkiem Tajnej Rady. W grudniu 1965 r. wprowadził ograniczenie prędkości na autostradach do 113 km/h. Niedługo później zrezygnował ze stanowiska.
W Izbie Gmin zasiadał jeszcze do 1967 r., kiedy to zrezygnował z mandatu deputowanego, aby objął stanowisko przewodniczącego Zarządu Elektrowni Wodnych Północnej Szkocji. Zmarł w 1988 r.